# Allium runyonii
Allium runyonii är en amaryllisväxtart som beskrevs av Francis Marion Ownbey. Allium runyonii ingår i släktet lökar, och familjen amaryllisväxter. Inga underarter finns listade i Catalogue of Life.